# Еліу Рут
Еліу Рут (англ. Elihu Root; 15 лютого 1845 — 7 лютого 1937) — американський політик та державний діяч, лауреат Нобелівської премії миру за 1912 рік. Державний секретар США у 1905–1909 роках.
1905 року, після смерті Джона Хея, президент Теодор Рузвельт призначив Рута державним секретарем США. На посаді державного секретаря Рут реформував консульську службу. 1906 року відвідав третю Панамериканську конференцію у Ріо-де-Жанейро, переконував уряди латиноамериканських країн взяв участь у Гаазькій мирній конференції.